# 3709 Polypoites
3709 Polypoites eller 1985 TL3 är en trojansk asteroid i Jupiters lagrangepunkt L4. Den upptäcktes 14 oktober 1985 av den amerikanska astronomen Carolyn S. Shoemaker vid Palomar-observatoriet. Den är uppkallad efter Polypoites i den grekiska mytologin.
Asteroiden har en diameter på ungefär 65 kilometer.